# Grevie kyrka
Grevie kyrka är en kyrkobyggnad som ligger i Grevie kyrkby cirka två kilometer söder om samhället Grevie på Bjärehalvön. Den tillhör Förslöv-Grevie församling i Lunds stift.

## Kyrkobyggnaden
Även om kyrkan ser ut att vara uppförd på 1800-talet, så härstammar dess äldsta delar från 1100-talet. Ursprungskyrkan är till stor del bevarad.
1804 tillbyggdes en stor korsarm av gråsten vid norra sidan. 1839 påbörjades en genomgripande ombyggnad då de medeltida takvalven ersattes med trätak och fönstren förstorades. Två vapenhus vid långhusets södra sida revs. 1845 revs det gamla kyrktornet och ersattes av ett nytt. I tornets bottenvåning inreddes ett nytt vapenhus. 1855–1857 förlängdes långhuset åt öster efter ritningar av Johan Fredrik Åbom. 1936 ombyggdes tornets lanternin efter ritningar av Nils A. Blanck. Den gamla öppna lanterninen var rötskadad och togs bort. En ny lanternin uppfördes som var täckt och klädd med kopparplåt.
1937 målades en altarfresk av Pär Siegård. Dess motiv är Jesu Bergspredikan (Matteus 5 - 7). Jesus är omgiven av sina lärjungar. Bakomliggande landskap är inspirerat av utsikten mot Skälderviken med Kullaberg i bakgrunden.
1964–1968 genomfördes en stor restaurering då man tog fram konturerna av ett medeltida valv vid vapenhusets ingång. Då flyttades altaret till sin ursprungliga plats i koret från att tidigare ha varit placerat vid södra långväggen. Kyrkan fick en ny huvudingång och valvbågen förändrades så att man från norra utbyggnaden fick bättre insyn i huvudkyrkan. 1983 byttes takbeläggningen ut från skiffer till koppar.

## Inventarier
- Dopfuntens fot är medeltida. Tillhörande dopfat i mässing är ett tyskt arbete från 1540.
- I vapenhuset finns en vigvattensskål av medeltida ursprung.
- I koret finns en ljuskrona av malm. Den skänktes till kyrkan 1620 av professor Christian Logomontanus i Köpenhamn.
- I tornet hänger två klockor. Lillklockan göts 1623 och storklockan 1936.
- Altarkrucifixet skänktes till kyrkan 1934 och har en Kristusbild snidad i Oberammergau.

### Orgel
- 1861 byggde Jöns Lundahl, Malmö en orgel med 8 stämmor. Fasaden från denna orgeln finns idag bevarad i kyrkan.
- 1904 byggde Eskil Lundén, Göteborg en orgel med 12 stämmor. Fasaden från 1861 års orgeln användes i omändrat skick.
- Den nuvarande orgeln byggdes 1966 av A. Mårtenssons Orgelfabrik AB, Lund och är mekanisk.

| Huvudverk I   | Bröstverk II    | Pedal         | Koppel |
| Rörflöjt 8'   | Gedackt 8´      | Subbas 16´    | I/P    |
| Principal 4'  | Blockflöjt 4'   | Principal 8'  | II/P   |
| Spetsflöjt 2' | Principal 2'    | Nachthorn 4'  | II/I   |
| Nasat 1 1/3'  | Gedacktflöjt 2' | Kvintadena 2' |        |
| Mixtur 3 chor | Scharf 2 chor   |               |        |
|               | Krumhorn 8'     |               |        |
|               | Tremulant       |               |        |

### Webbkällor
- Åsbo Släkt- och Folklivsforskare
- Jörgen Kling: Grevie kyrka, Malmö Museer Kulturarvsenheten Rapport 2009:012
- Wikimedia Commons har media som rör Grevie kyrka.